# 異所性
異所性（いしょせい、英名詞: ectopia, 英形容詞ectopic）とは、臓器やその他の体組織が、本来の場所からずれていたり、異常な位置にあることを意味する医学用語である。以下のようなものがある。
- 異所性石灰化（英語版） - 骨や歯以外でののカルシウム塩の病的沈着[2]。
- 異所性膵 -  解剖学的または血管学的に本来の膵臓とつながりのない、体内の他の膵臓組織
- 異所性尿管 - 膀胱以外の場所に終端をもつ尿管
- 異所性妊娠 - 子宮外妊娠の別名だが、厳密には子宮内での本来望ましい着床・妊娠部位以外での妊娠をも意味する[3]。